# Bunker in Hamburg

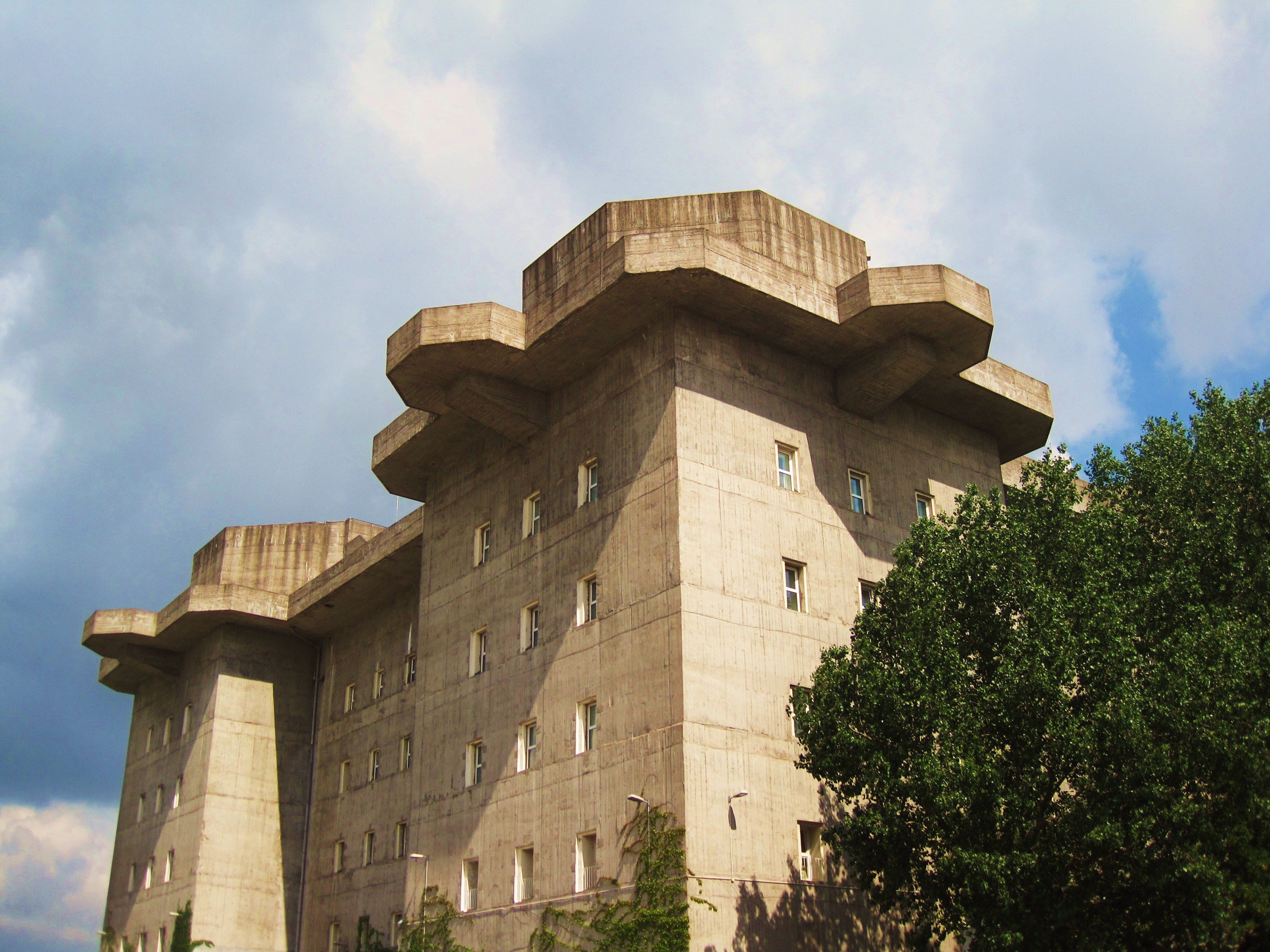
Ehemaliger Flakbunker Heiligengeistfeld

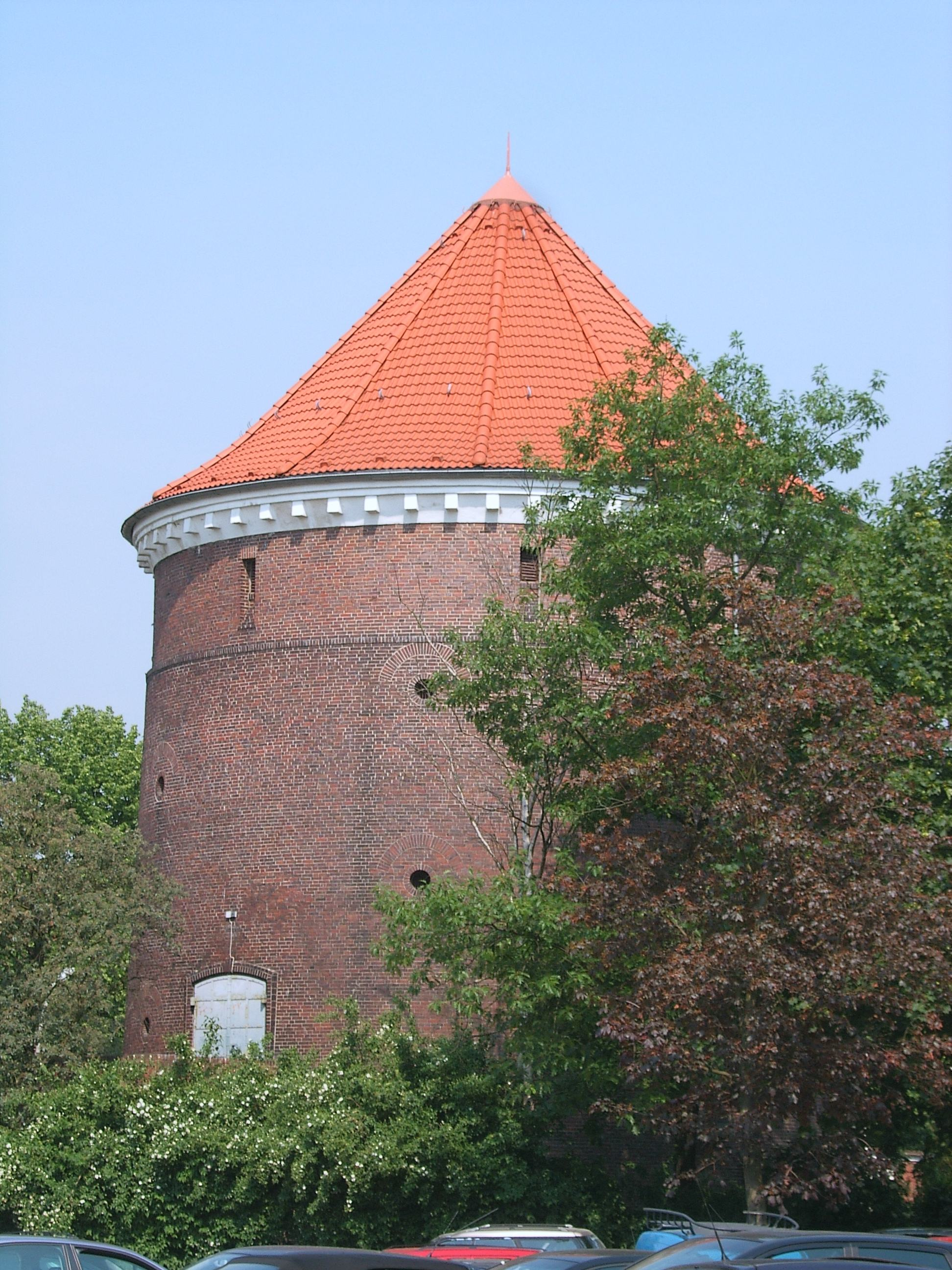
„Zombeck“-Rundbunker am Bahnhof Barmbek

In Hamburg wurden im Zweiten Weltkrieg mehr Bunker errichtet als in jeder anderen Stadt. Schätzungen gehen von 1200 Bunkern und bunkerähnlichen Schutzräumen aus, von denen die meisten unterirdisch angelegt waren. Zum Ende des Krieges gab es 1051 Bunker. Im Jahr 1950 waren noch 1026 Bunker vorhanden, darunter 76 Hochbunker, 415 Röhrenbunker, 356 Rundbunker, 11 Luftschutztürme. Im Jahr 2018 gab es noch ungefähr 650 Bunker, darunter 57 Hochbunker.

## Geschichte

### Bunkerbau im Zweiten Weltkrieg
Bis zum Beginn des Zweiten Weltkriegs entstanden nur wenige öffentliche Luftschutzräume, für den Schutz der Zivilbevölkerung wurden lange Zeit ausgebaute Keller als ausreichend angesehen. Die unterirdischen Großanlagen wie am Spielbudenplatz und am Hauptbahnhof, aber auch die meisten anderen Bunker im Stadtgebiet entstanden daher erst im Zuge des sogenannten „Führer-Sofortprogramms“ ab Oktober 1940. Auslöser dafür waren die Luftangriffe auf Berlin und andere deutsche Städte durch die britische Royal Air Force als Vergeltung für die Angriffe der deutschen Luftwaffe auf Großbritannien („The Blitz“).

### Entfestigungen nach Kriegsende
Nach dem Ende des Krieges kam es zunächst zu einer Phase der sogenannten „Entfestigung“. Auf Veranlassung des Alliierten Kontrollrats sollten alle Bunkeranlagen mit einem Fassungsvermögen von über 100 Personen gesprengt oder unbrauchbar gemacht werden. Viele Anlagen wurden jedoch als Notunterkunft für Ausgebombte und Flüchtlinge genutzt, auch bestand die Gefahr, dass bei Sprengungen Gebäude in der Nachbarschaft beschädigt wurden. Daher wurden viele Bunker, „die für die deutsche Zivilbevölkerung notwendig waren“, von der Zerstörung ausgenommen und 1950 die Sprengung von Bunkern gänzlich eingestellt.

### Wiederaufrüstung im Kalten Krieg
Mit der Eskalation des Kalten Krieges nach dem Ausbruch des Koreakrieges 1950, der Einbindung der Bundesrepublik in die NATO und der damit verbundenen Wiederbewaffnung erfolgte der Aufbau eines neuen Zivilschutzes und damit eine erneute Nutzung der Bunkeranlagen. Dabei entsprachen die „Richtlinien für Schutzraumbauten“ vom 27. Juli 1955 weitgehend denen des „Führer-Sofortprogramms“ von 1940. Ab Oktober 1957 mussten für abgerissene Bunker Ersatzbauten geschaffen werden. Das „Schutzbaugesetz“ vom November 1962 forderte schließlich die Wiederherstellung bestehender Luftschutzanlagen und Umrüstung auf die Erfordernisse eines etwaigen Atomkrieges.

## Bunkertypen

### Röhrenbunker

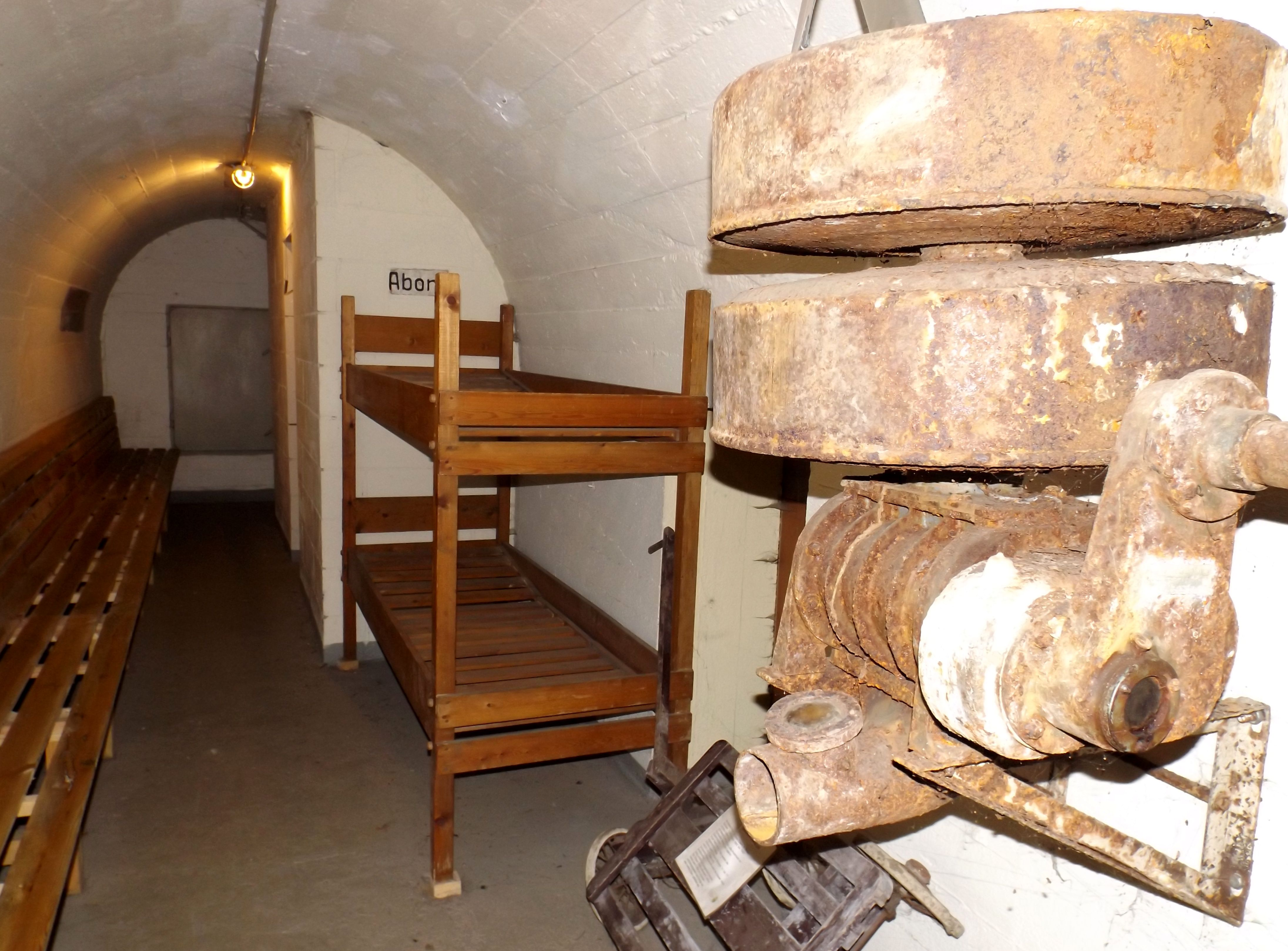
Röhrenbunker mit rekonstruierter Inneneinrichtung im Bunkermuseum Hamm

Der weitaus häufigste Bunkertyp in Hamburg waren sogenannte Röhrenbunker (offiziell: Röhren-Schutzbauten), die vor allem in den dichtbebauten innerstädtischen Wohngebieten in Hinterhöfen, Parks oder anderen Freiflächen nahe bei den Wohnhäusern errichtet wurden. Sie konnten „teilversenkt“ oder auch vollständig unterirdisch angelegt sein und bestanden je nach vorhandenem Platz aus einer bis zu fünf Beton-Röhren. Mit einer Wandstärke von rund einem Meter galten sie nicht als bombensicher, sondern boten lediglich Schutz vor umherfliegenden Splittern und Trümmerteilen und hießen daher offiziell nicht Bunker, sondern Schutzraum.
Ein 4-Röhrenbunker dieser Bauart ist heute im Bunkermuseum Hamburg im Stadtteil Hamm zu besichtigen, ein kleinerer 2-Röhrenbunker am Ernst-Thälmann-Platz wird von der Geschichtswerkstatt Eppendorf betreut und gelegentlich für Führungen und Lesungen geöffnet. Ein weiterer 2-Röhrenbunker am Kanalplatz im Harburger Binnenhafen kann im Rahmen von Führungen der Geschichtswerkstatt Harburg besichtigt werden.

### Tiefbunker
Bombensichere Tiefbunker waren vergleichsweise teuer in der Herstellung und wurden vor allem in der Innenstadt gebaut. Der größte Tiefbunker in Hamburg lag seinerzeit unter dem Spielbudenplatz in St. Pauli und war für 5000 Menschen ausgelegt, weitere befinden sich nahe dem Hauptbahnhof (Tiefbunker Steintorwall und Hachmannplatz), in den Wallanlagen sowie beim Bahnhof Berliner Tor (Tiefbunker Berlinertordamm).

### Hochbunker (Bunkerhäuser)

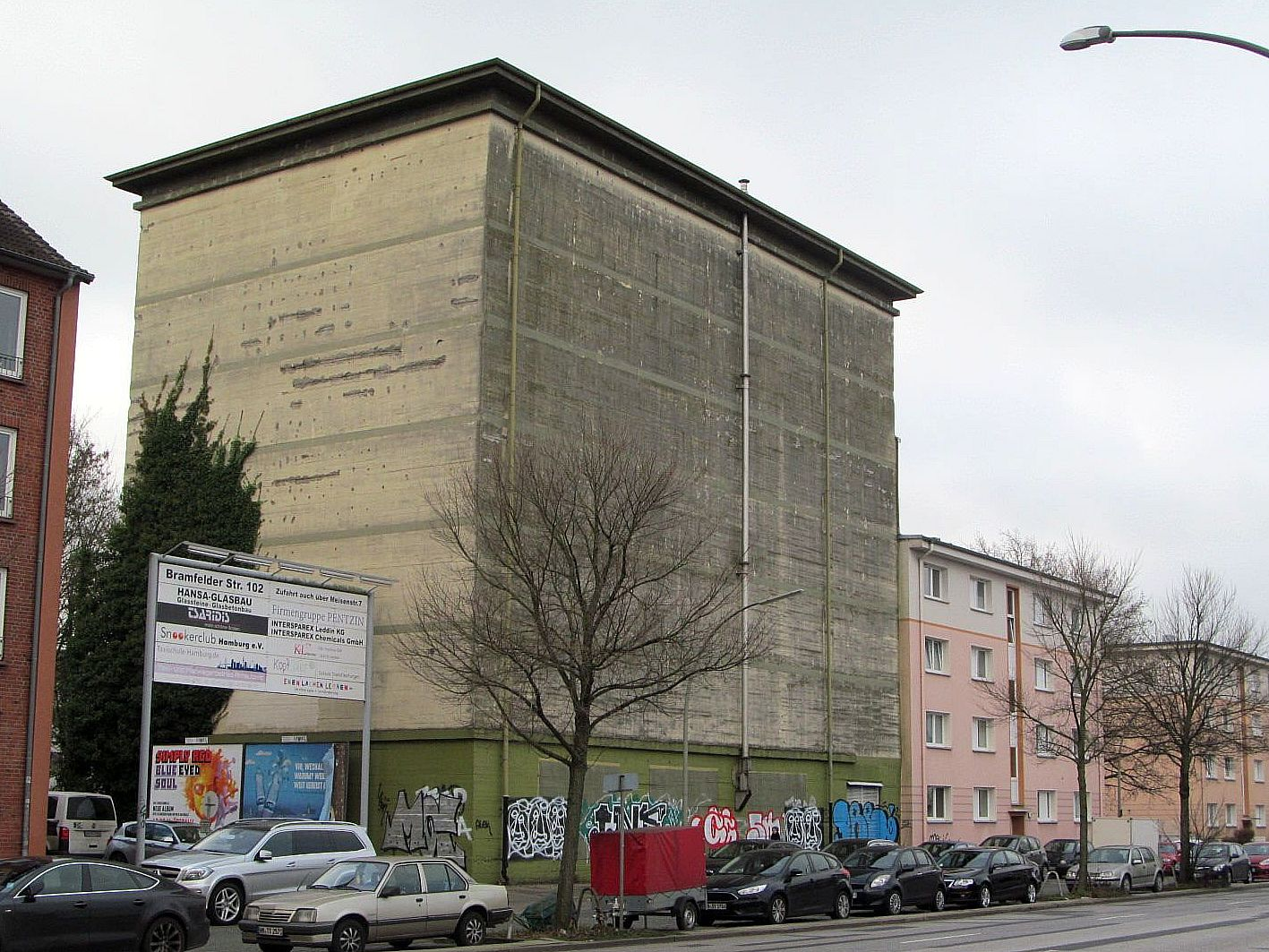
Hochbunker in der Bramfelder Str. 96 in Barmbek-Nord

Bunkerhäuser waren standardisierte Typenbauten auf quadratischer oder rechteckiger Grundfläche, die im Rahmen des Sofortprogramms ab 1940/41 vor allem in den innenstadtnahen Wohngebieten in großer Zahl (rund 100) gebaut wurden. Für ihren Bau wurden freie Flächen gebraucht, die zum Teil nach den ersten Luftangriffen entstanden waren oder auch durch Zwangsenteignungen freigeräumt wurden. Die Wandstärke für Hochbunker der ersten Bauphase betrug 1,10 Meter, die Abschlussdeckenstärke 1,40 Meter. Die Bunker der „zweiten Welle“ hatten zwei Meter dicke Außenwände und 2,50 Meter dicke Abschlussdecken. Die Bunkerhäuser boten je nach Größe bis zu 1200 Menschen Schutz und waren auch für längere Aufenthalte ausgelegt.
Hochbunker gab es im gesamten Stadtgebiet, vor allem in den dicht besiedelten innerstädtischen Wohnquartieren von Altona über Eimsbüttel, Barmbek bis Hamm oder Wandsbek.

### Rundbunker (Rundschutzbauten)

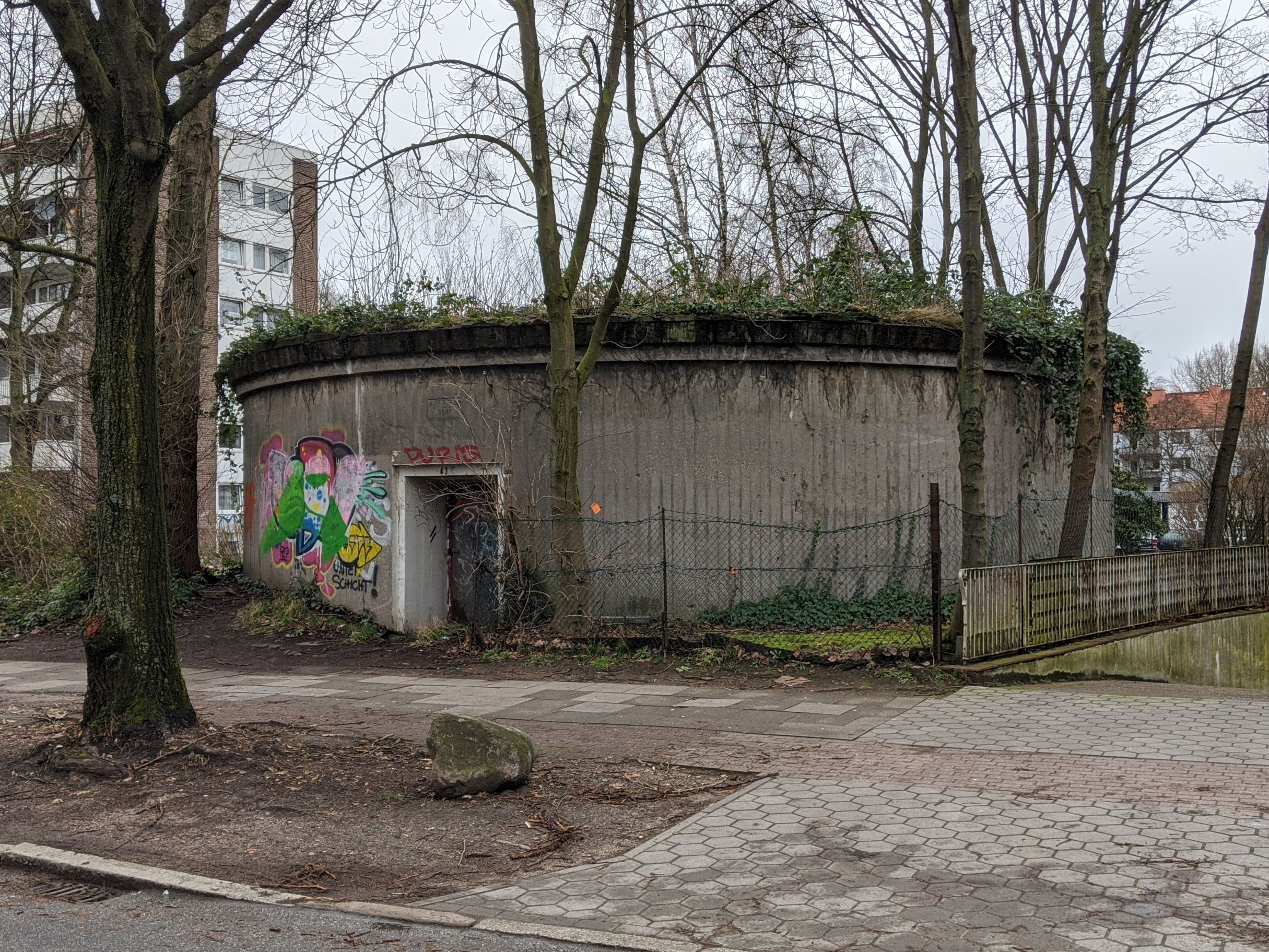
Rundbunker am Bauerberg in Horn (2021 abgerissen)

Rundbunker oder auch Rundschutzbauten waren in der Regel oberirdische oder teilversenkte, eingeschossige Bauwerke, die in großer Zahl vorwiegend in den dünner besiedelten Außenbezirken der Stadt errichtet wurden, z. B. in Finkenwerder. Es gab sie in unterschiedlichen Größen (für 25 bis 100 Personen) und Ausführungen: Die „bombensicheren“ Varianten besaßen eine Außenwandstärke von 1,10 m und eine Deckenstärke von 1,40 m und waren auch für einen längeren Aufenthalt ausgestattet, während die leichteren „Schutzräume“ mit einer Wandstärke von 60 cm lediglich Schutz vor herumfliegenden Bombensplittern und Trümmerteilen boten.

### Rundtürme (Zombeck-Türme)
Bereits vor Erlass des Sofortprogramms wurden von 1939 bis 1941 insgesamt elf Luftschutztürme der Bauart „Zombeck“ in Hamburg errichtet, von denen heute noch neun existieren. Diese Türme stehen zumeist in der Nähe von Bahnhöfen oder Brücken und waren vor allem für den kurzfristigen Aufenthalt von Zugreisenden und Passanten gedacht. Jeder Zombeck-Turm war für 600 Personen ausgelegt; tatsächlich suchten bei den Bombenangriffen auf Hamburg aber jeweils über 1000 Menschen in ihnen Schutz.

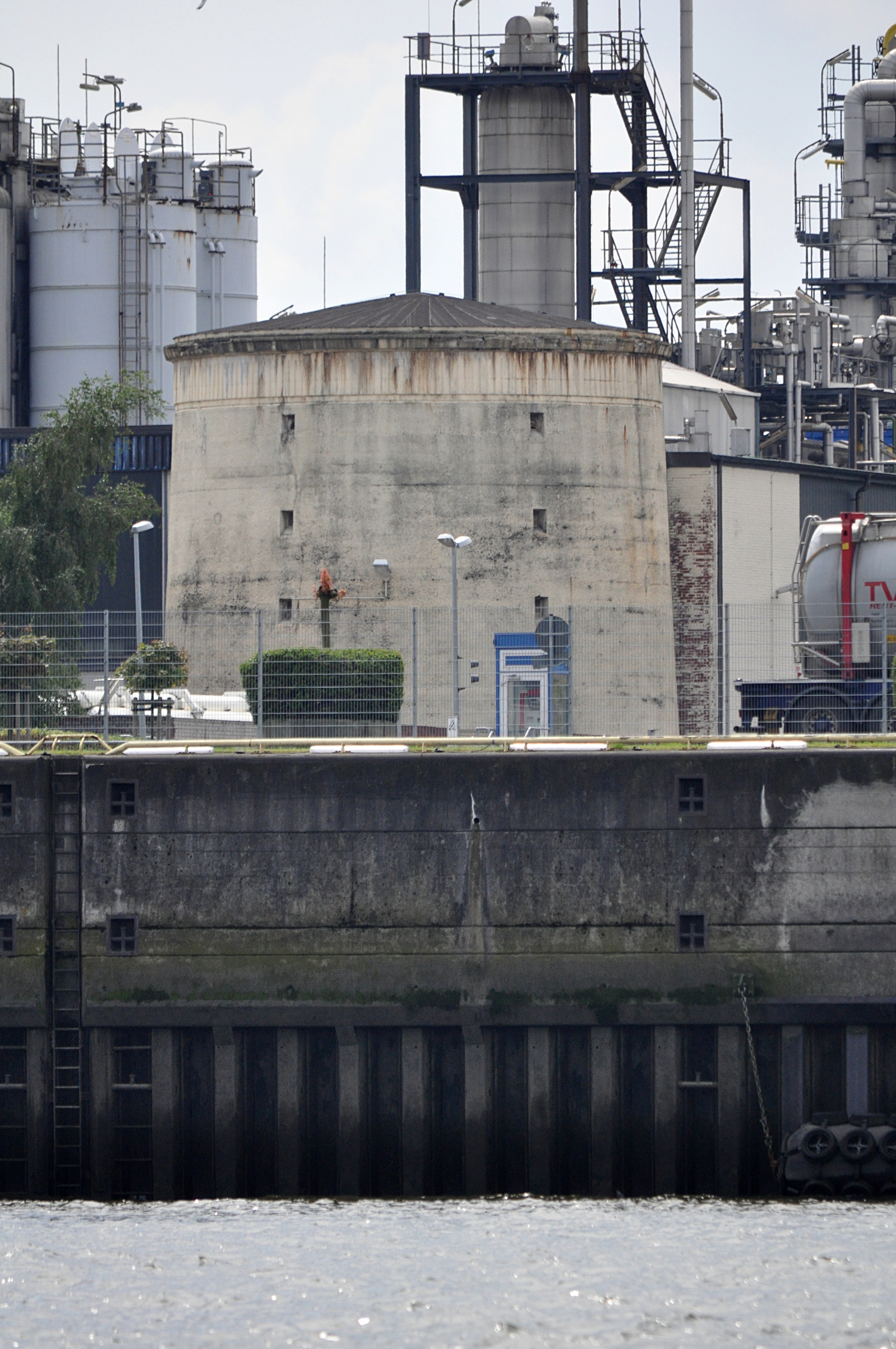
Ringtreppenturm beim Anleger Arningstraße

Die beiden abgerissenen Rundbunker befanden sich neben dem Museum für Kunst und Gewerbe am Hauptbahnhof (2002 im Rahmen der Erweiterung des Busbahnhofs abgerissen) sowie an der heutigen Ottenser Hauptstraße beim Bahnhof Altona (1951 abgerissen, heute Einkaufszentrum Mercado).
Ein weiterer Rundturm befindet sich im Hafen in der Nähe des Fähranlegers Arningstraße in Steinwerder. Dabei handelt es sich jedoch nicht um einen Zombeck-Turm, sondern einen sogenannten „Ringtreppenturm“, der anstelle einer stufenlosen Rampe im Inneren mehrere Treppenaufgänge besitzt, die jeweils ein Stockwerk erschließen. Ein weiterer Ringtreppenturm befand sich ebenfalls in Steinwerder auf dem Gelände der früheren Howaldtswerke beim Rosshafen. Er wurde im Jahr 2009 abgerissen.

### Werkschutzbunker Typ „Salzgitter“

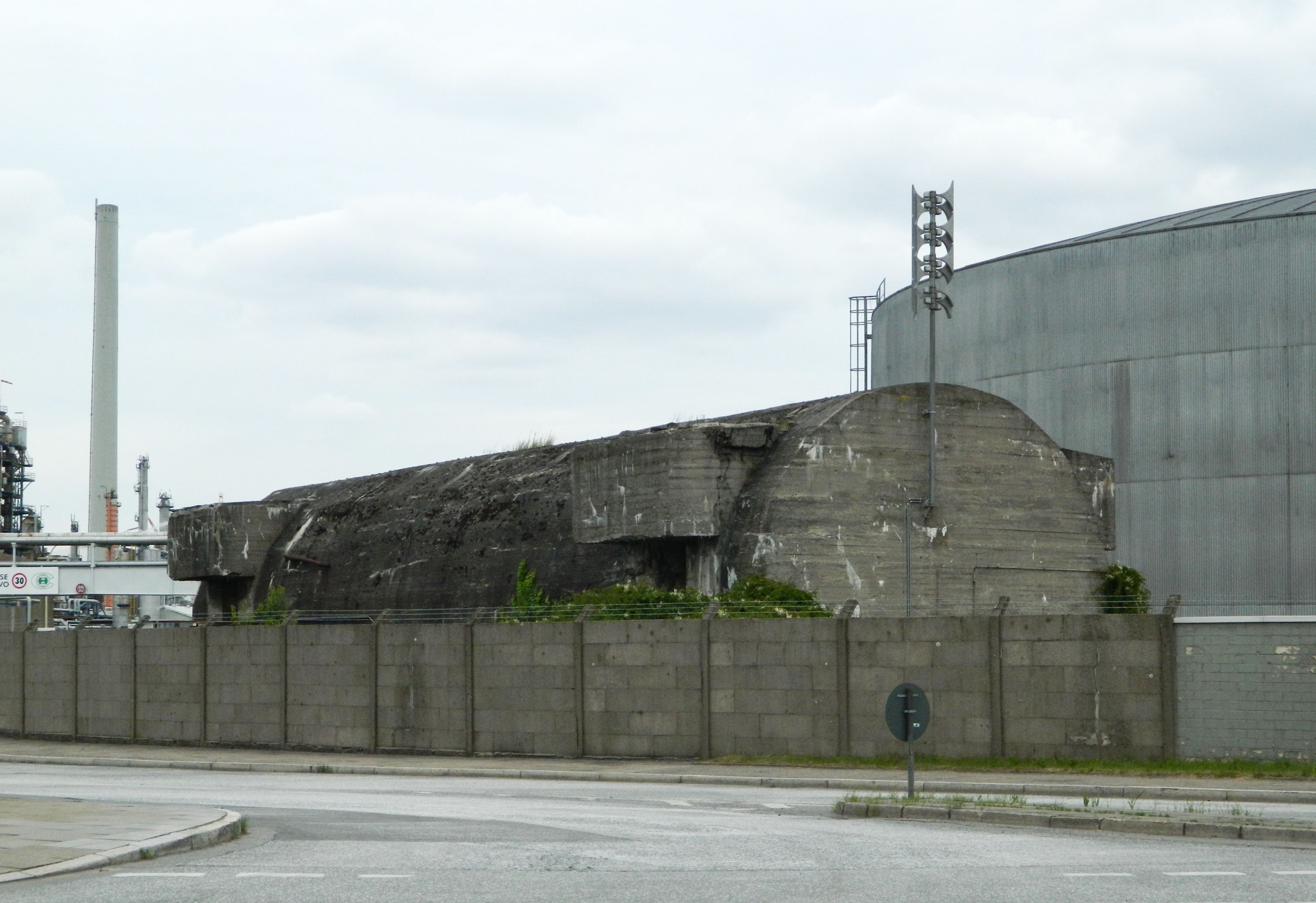
Salzgitter-Bunker im Harburger Hafen

Dieser Bunkertyp, benannt nach seinem mutmaßlichen Entwicklungsort Salzgitter, wurde ab 1944 im Rahmen des sogenannten Geilenberg-Programms reichsweit etwa 200-mal gebaut, davon allein zehnmal im Gebiet des Hamburger Hafens. Er diente als Werksluftschutzbunker vornehmlich in der Mineralölindustrie. Typisch für diesen Bunkertyp ist die tonnenförmige Decke mit einer Stärke von 2,50 Metern, die Röhren waren etwa 30 Meter lang und 4 Meter breit.

### Mehrzweckanlagen (MZA)

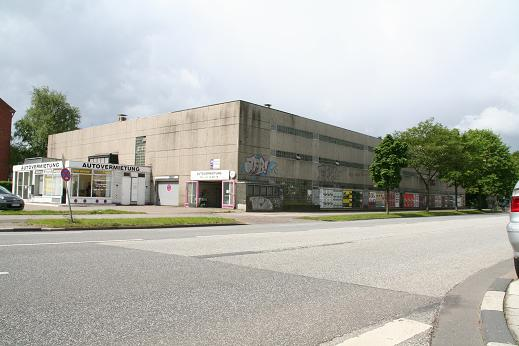
MZA Drosselstraße in Hamburg-Barmbek-Nord (Zustand 2006, heute überbaut)

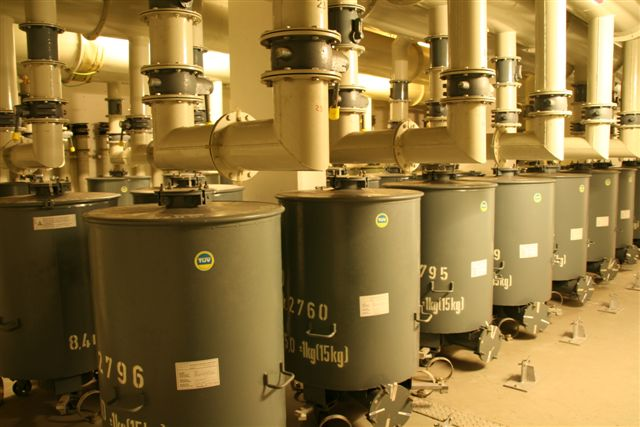
ABC-Filter im U-Bahnhof Niendorf-Nord

Schon bei den Bunkerbauten des Zweiten Weltkrieges war eine spätere „Friedensnutzung“ oft mitkonzipiert, zum Beispiel beim Tiefbunker unter dem Spielbudenplatz, der von vornherein als Tiefgarage geplant war und bis heute so genutzt wird.
Als Mehrzweckanlagen werden hingegen diejenigen bezeichnet, die im Zuge des Kalten Krieges seit den 1960er Jahren errichtet wurden. Das betrifft neben Tiefgaragen vor allem mehrere Schnellbahnstationen, die beim Ausbau des S- und U-Bahnnetzes neu gebaut wurden. Im Kriegsfall wären diese Anlagen innerhalb kurzer Zeit zu Schutzräumen für bis zu 5.000 Menschen umfunktioniert worden. In den Stationen sollten Züge als Aufenthaltsräume dienen, und auf den Bahnsteigen sollten Betten aufgebaut werden.
- U-Bahn: Steinfurther Allee, Mümmelmannsberg, Niendorf Markt, Schippelsweg, Joachim-Mähl-Straße und Niendorf Nord.
- S-Bahn: Reeperbahn, Stadthausbrücke und Harburg-Rathaus. Letzterer ist Hamburgs größter Schutzraum und für 5.000 Menschen ausgelegt.

Auch die Ladenpassage über der Station Jungfernstieg (Zwischenebene) sollte im Kriegsfall als Schutzraum dienen. Die Station Landungsbrücken ist hingegen keine Mehrzweckanlage. Dort befinden sich lediglich zwischen S- und U-Bahn-Ebene zwei kleinere Schutzräume für insgesamt 180 Personen.
Als Tiefgaragen genutzte Mehrzweckanlagen befinden sich in den Stadtteilen Barmbek, Bergedorf, Neustadt und Rahlstedt. Wegen mangelnder Finanzmittel werden dort etwa seit dem Jahr 2000 nur noch dringend notwendige bauliche Erhaltungsmaßnahmen durchgeführt.

## Zivile Nachnutzungen und Rückbau
Bereits unmittelbar nach dem Krieg wurden mehrere Bunker entfestigt und zu Wohn- oder anderen Zwecken genutzt. Bekanntestes Beispiel ist der ehemalige Flakbunker Heiligengeistfeld oder der als Uni-Institut genutzte Hochbunker am Allendeplatz. Der Tiefbunker Steintorwall und der Zombeck-Turm am Berliner Tor dienten zeitweise als Hotel, der Zombeck-Turm an der Moorweide bis heute als Cocktailbar. Zahlreiche andere Bunker wurden für verschiedenste Gewerbezwecke vermietet, zumeist als Lagerraum oder auch als Probenraum für Profi- und Amateurmusiker („Musikbunker“).
Begünstigt durch das Auslaufen der Zivilschutzbindung und Fortschritte in der Bautechnik (Diamant-Seilsäge) werden seit der Jahrtausendwende die verbliebenen Hochbunker verstärkt abgerissen oder zu Büros und Wohnungen umgebaut.

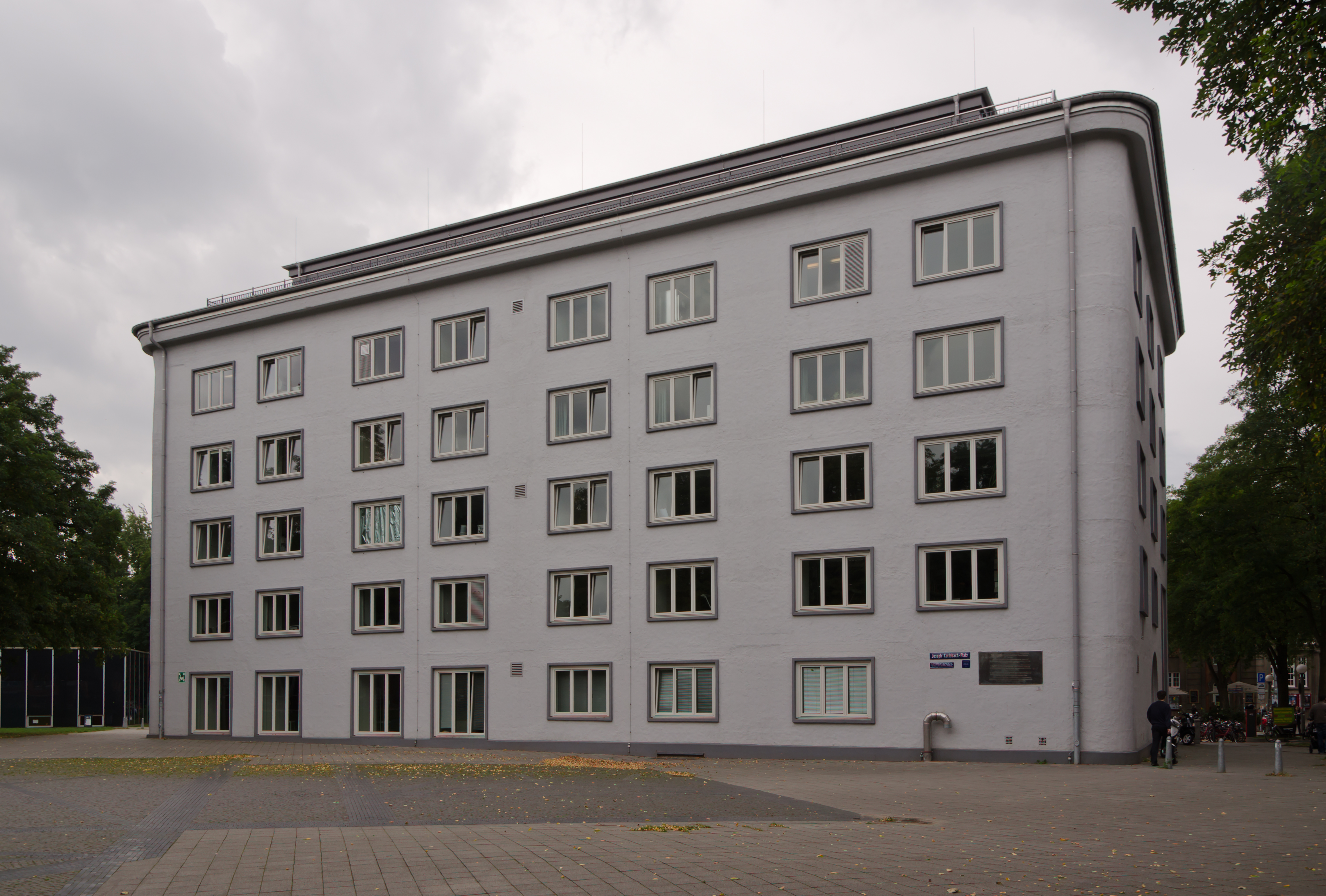
Beispiel für einen Nachkriegs-Umbau: Allendeplatz
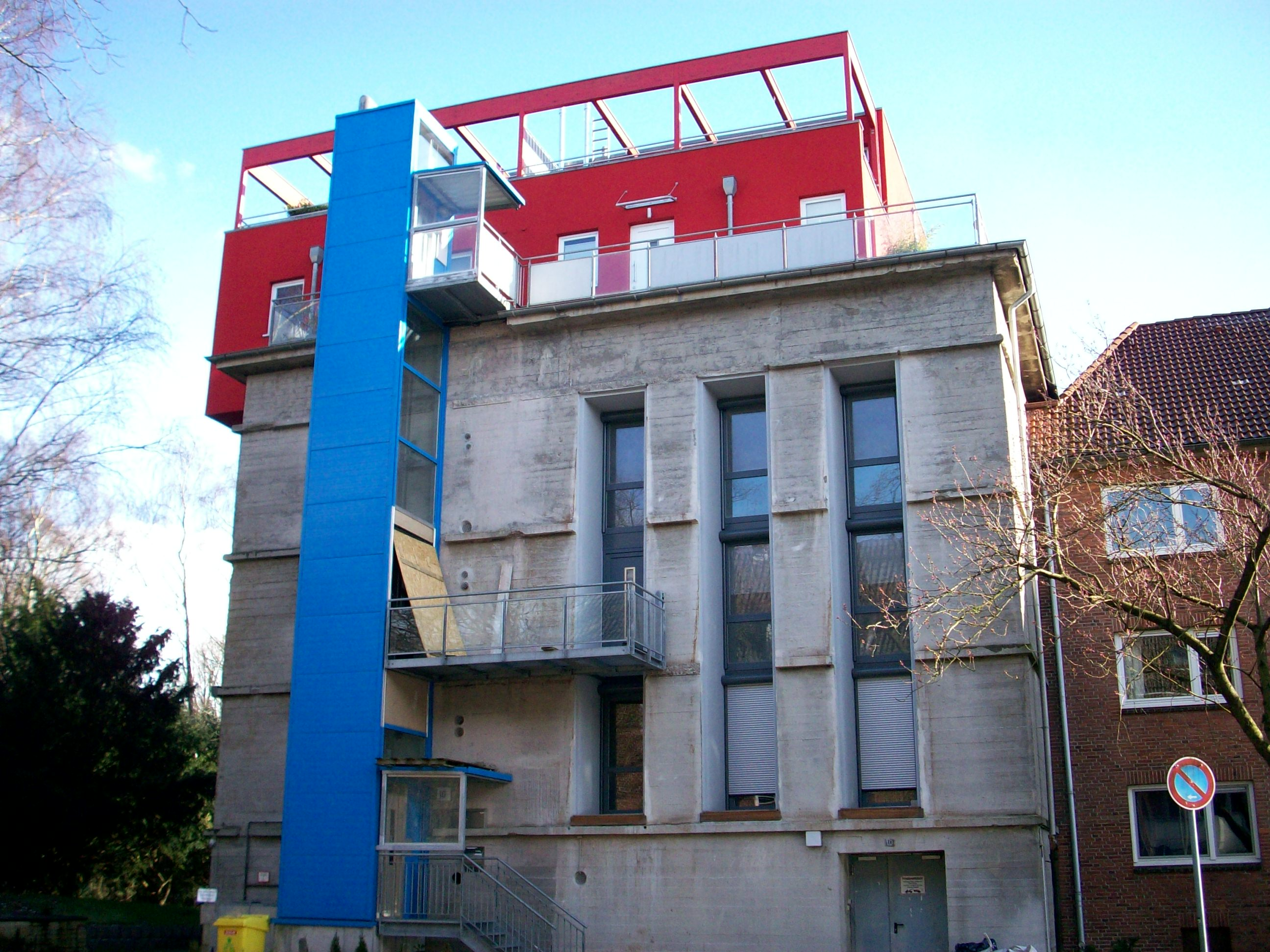
Anfang der 2000er umgebaut: Tonistraße in Eilbek (2008)
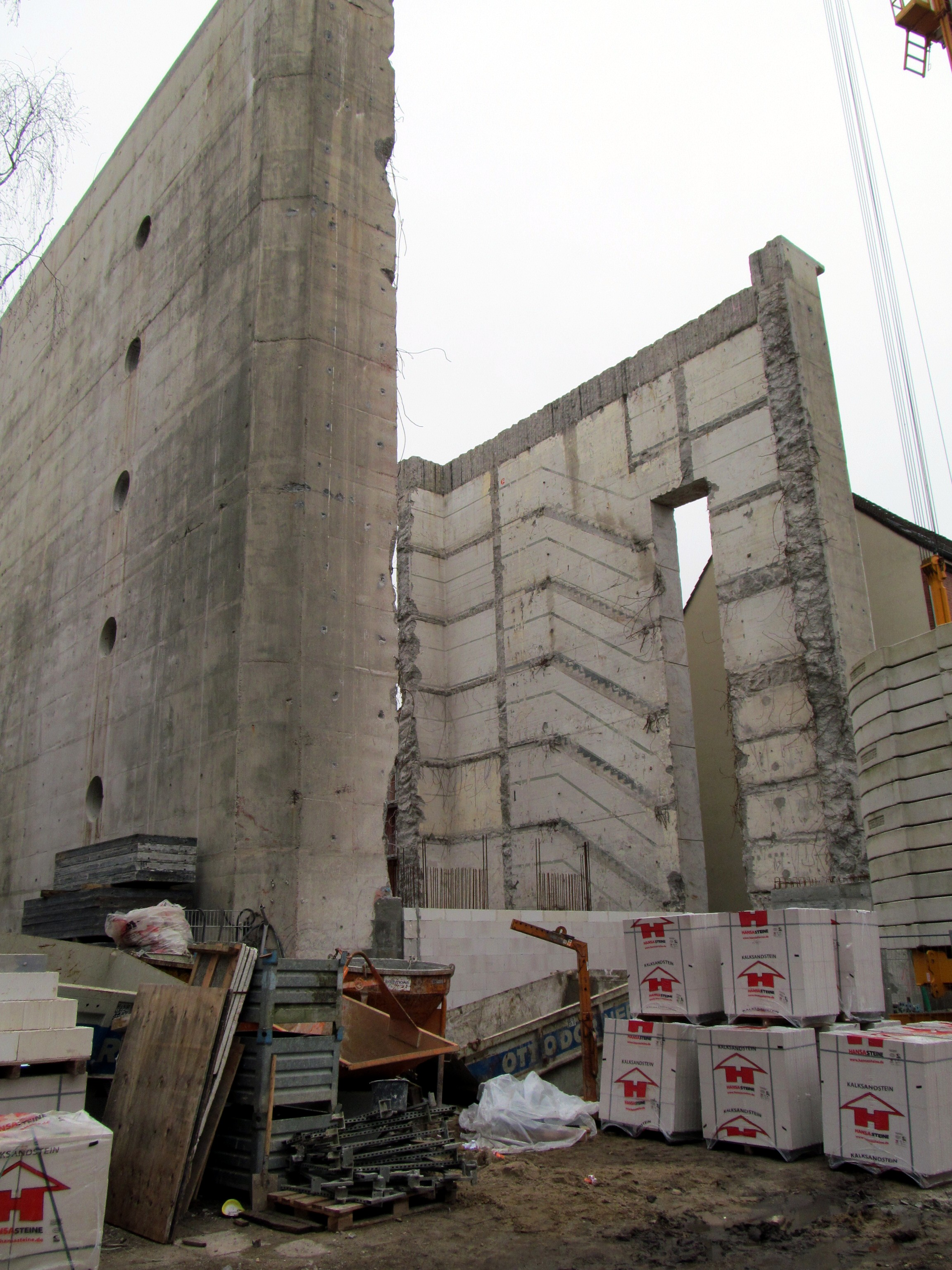
Bunker Eilbeker Weg während des Umbaus (2014)
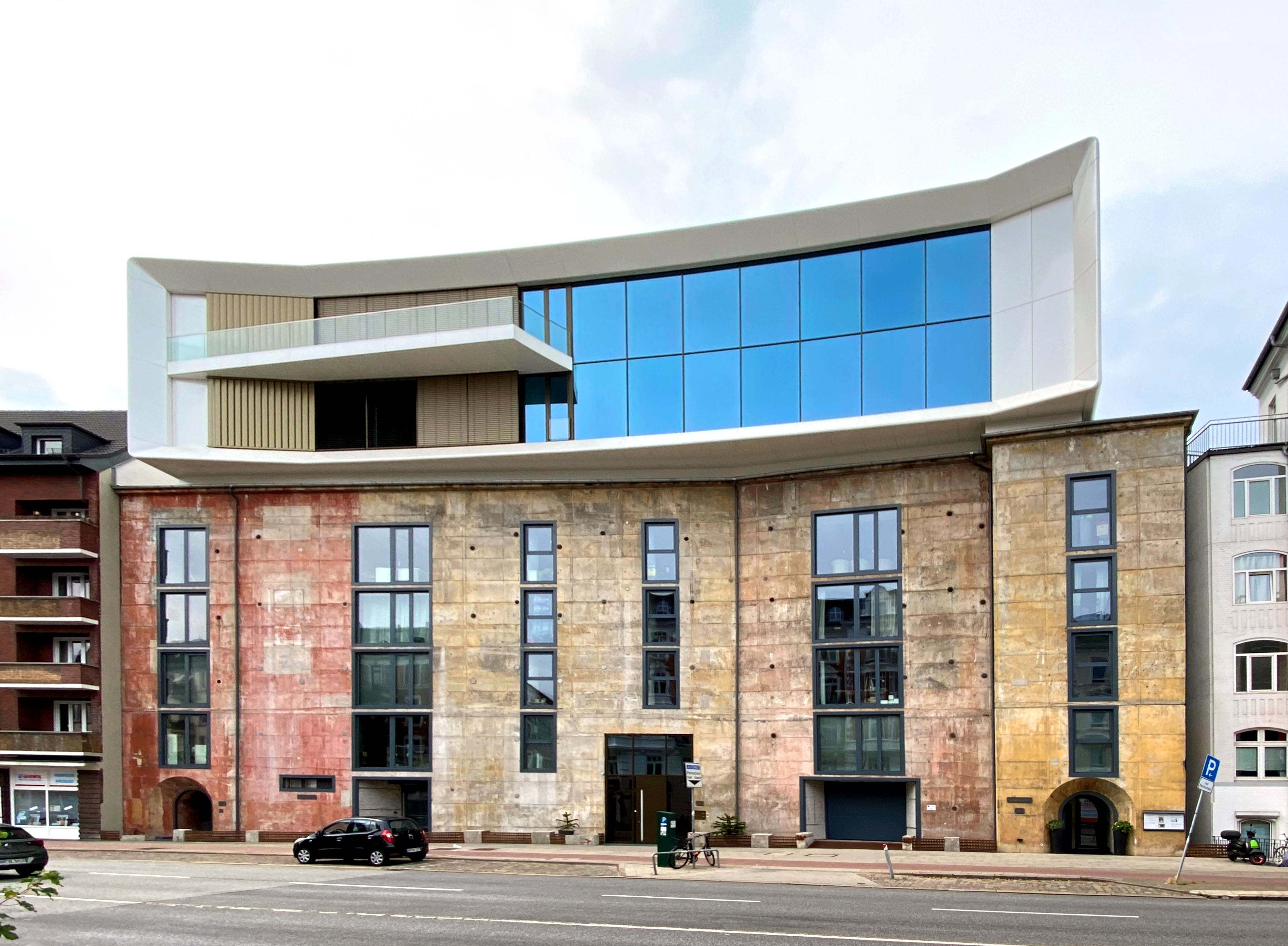
Barmbeker Straße in Winterhude
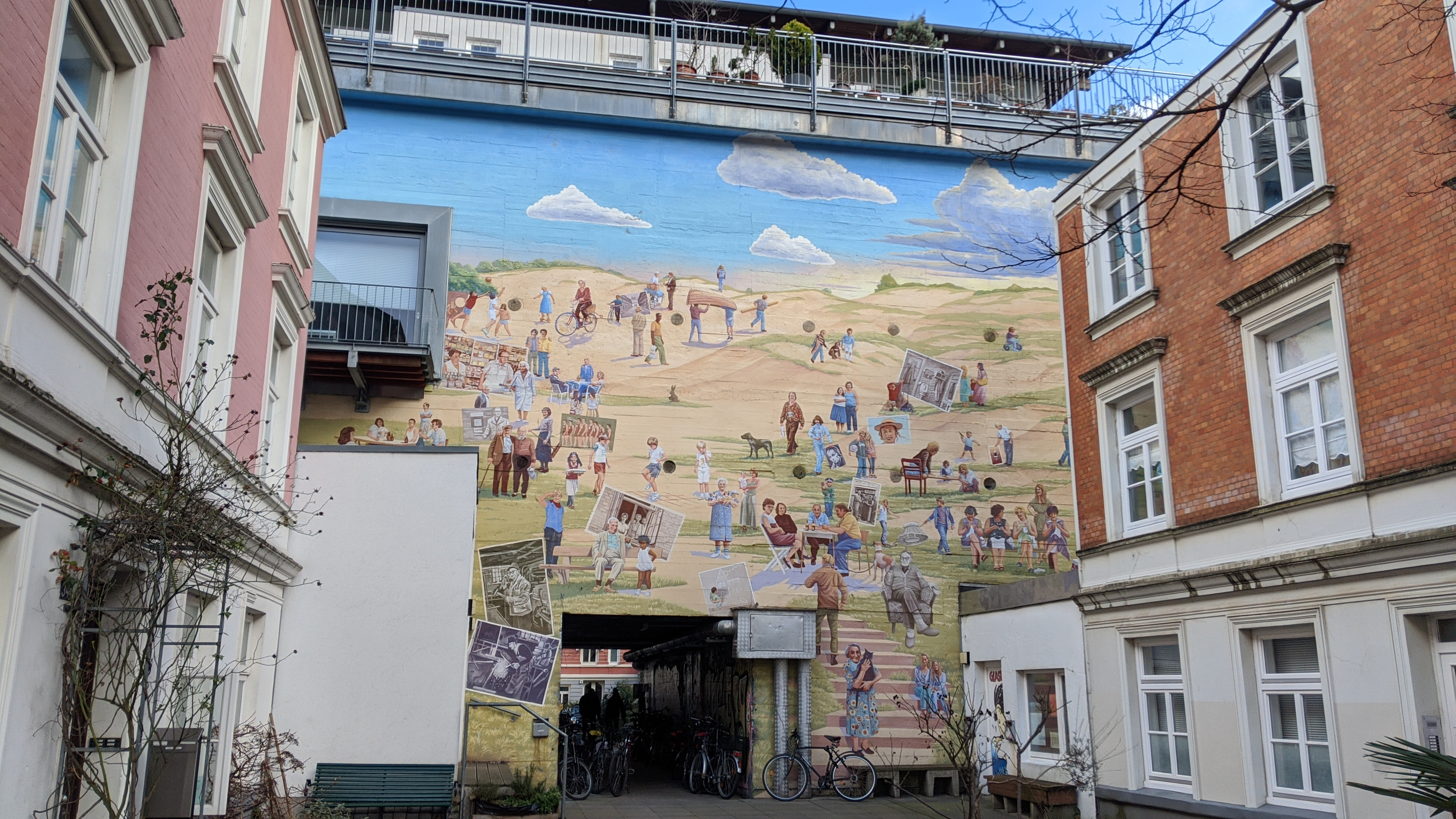
Bemalter und umgebauter Bunker Löwenstraße (Falkenried-Terrassen)
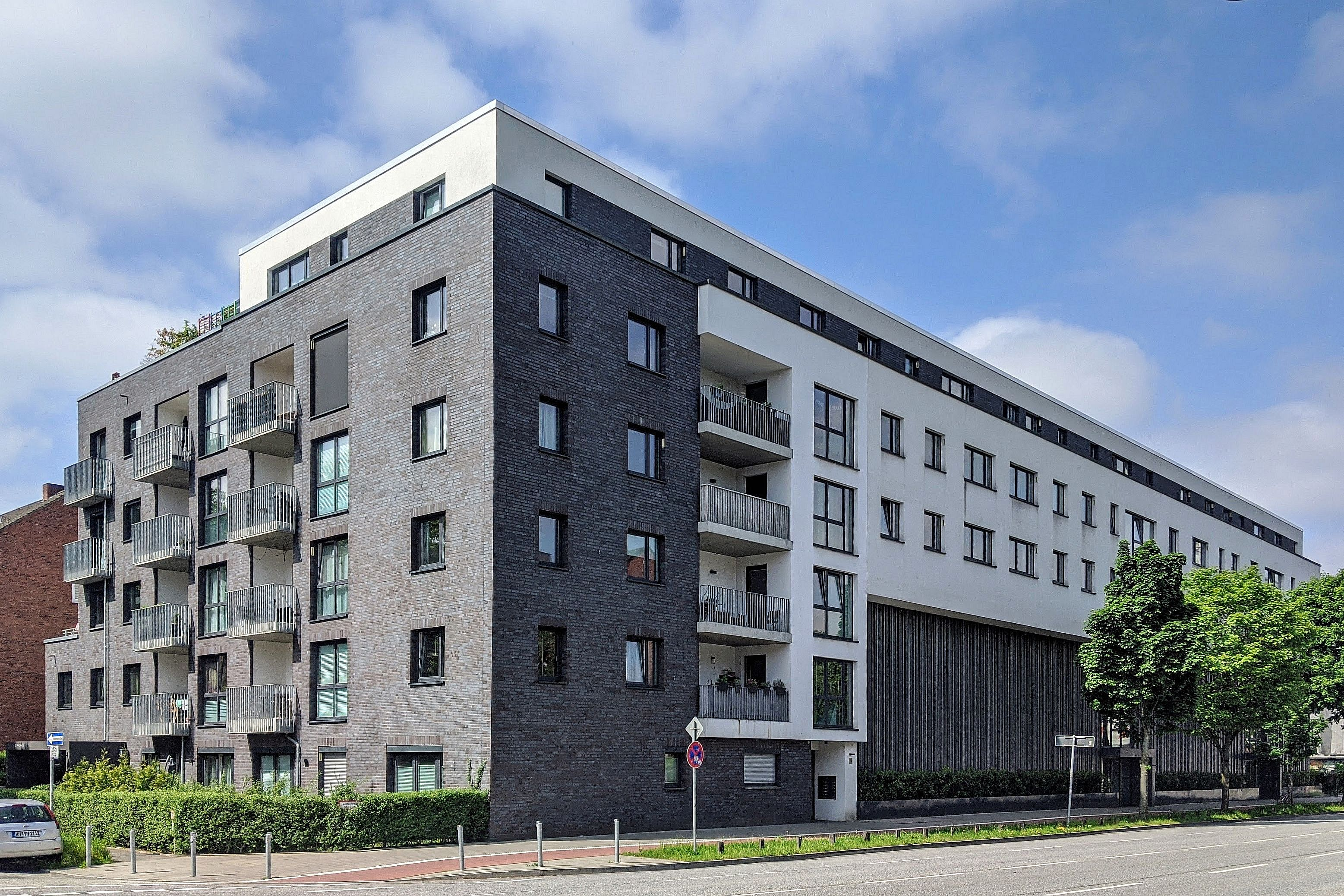
Mit Wohnungen überbaute ehemalige MZA Drosselstraße (Zustand 2020)

## Erinnerungsorte

### Bunkermahnmale

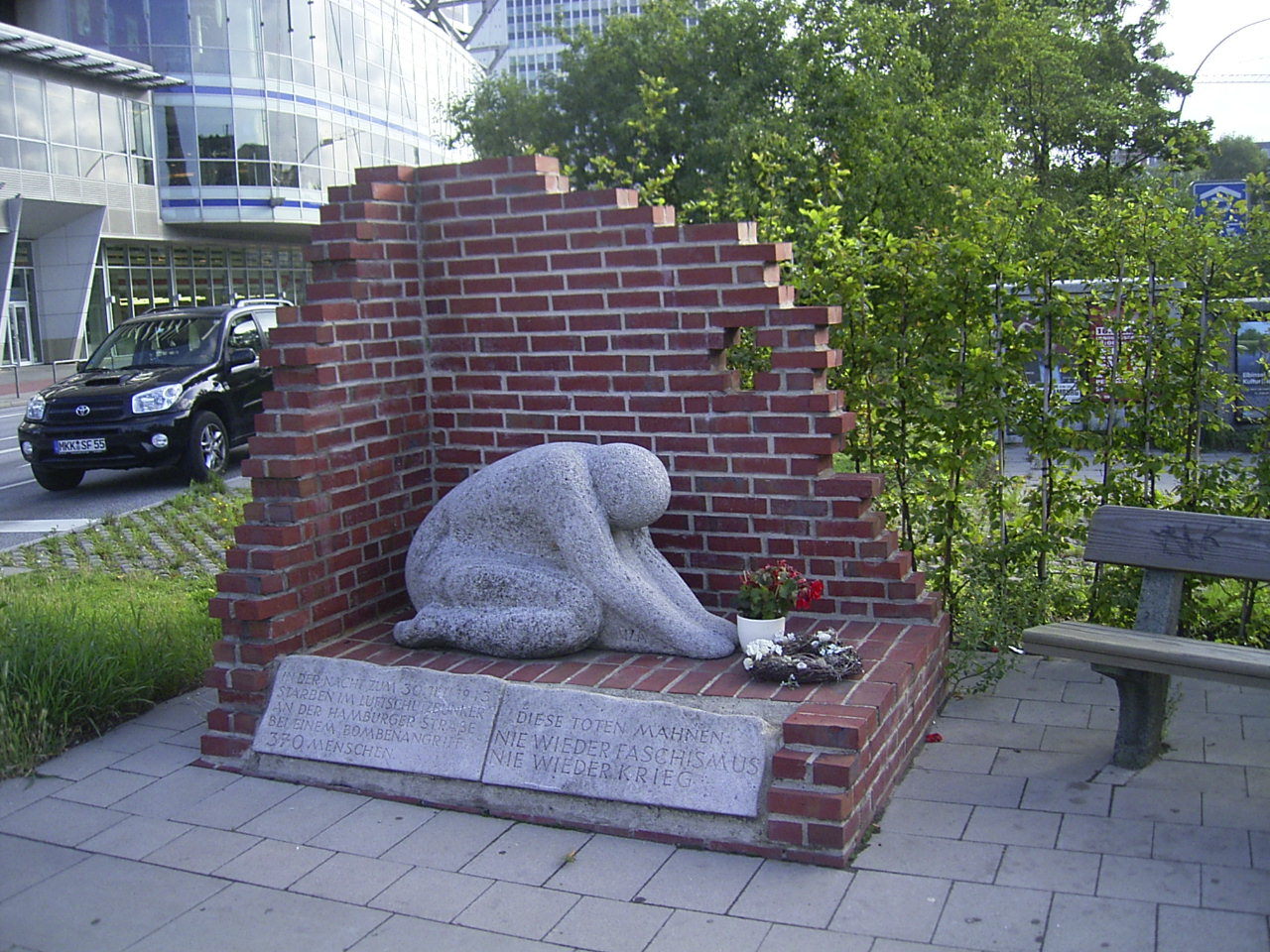
Mahnmal Hamburger Straße in Barmbek

- In der Hamburger Straße in Barmbek erinnert seit 1985 ein Mahnmal der Bildhauerin Hildegard Huza an 370 Menschen, die während der Luftangriffe im Juli 1943 in einem nahegelegenen Luftschutzbunker erstickten.
- In Wandsbek erinnert eine Gedenktafel an den ehemaligen Hochbunker Hogrevestraße, der zum Zeitpunkt der Luftangriffe noch nicht fertiggestellt war und in den sich dennoch rund 100 Menschen geflüchtet hatten, von denen über 40 ums Leben kamen. 1972 wurde die Bunkerruine mit Erde überdeckt und bepflanzt.[18]

### Bunkermuseum Hamburg

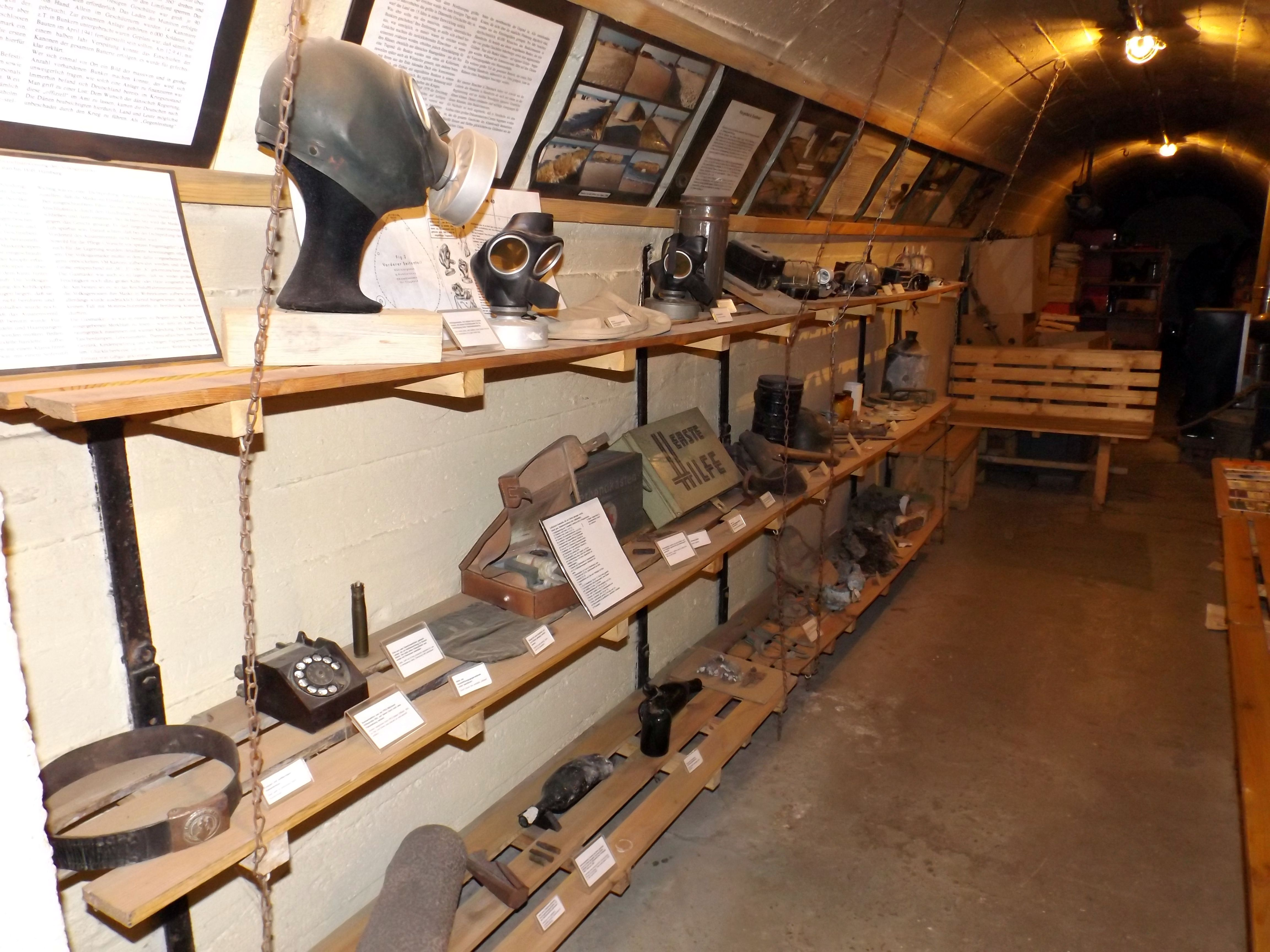
Bunkermuseum Hamburg

Das Bunkermuseum Hamburg besteht seit 1997 in einem 1940/41 errichteten Röhrenbunker im Stadtteil Hamm. Der Eingang liegt hinter der nach Kriegszerstörung neu aufgebauten Wichernkirche am Wichernsweg 16. Der Bunker besteht aus einem Eingangsbauwerk mit Treppe und Gasschleuse, einem Notausgangsbauwerk und vier Betonröhren. Die Sohle liegt etwa fünf Meter unter der Erde, die Röhren sind jeweils 17 Meter lang, zwei Meter breit, und weisen eine lichte Höhe von 2,25 Metern auf. Jede der Röhren war für etwa 50 Personen vorgesehen, boten also insgesamt Raum für 200 Menschen. Vorgesehen waren Trockentoiletten, Beheizung und Beleuchtung sowie eine handbetriebene Lüftungsmaschine. Wandbeschriftungen sind im Innern erhalten. Oberirdisch sind nur Eingangs- und Notausgangsbauwerk erkennbar.
Im Museum werden neben Ausstattungsgegenständen auch Dokumente zum Thema Luftschutz und den verschiedenen Luftschutzbauten des Zweiten Weltkriegs ausgestellt. Gezeigt werden außerdem Berichte von Zeitzeugen, die den Hamburger Feuersturm 1943 in Hamm miterlebt haben. Der Röhrenbunker wird vom Stadtteilarchiv Hamm betreut und ist seit Oktober 2002 in die Hamburger Denkmalliste eingetragen.

### Hamburger Unterwelten
Der gemeinnützige Verein „Hamburger Unterwelten e. V.“ besteht seit Januar 2006 und hat sich die Erforschung, Erhaltung und Dokumentation unterirdischer Bauwerke in Hamburg zum Ziel gesetzt. Der Verein bietet regelmäßig Führungen durch unterschiedliche Bauwerke an, darunter der Tiefbunker Steintorwall direkt am Hauptbahnhof und das Hilfskrankenhaus Wedel unter dem Johann-Rist-Gymnasium.

### Unter Hamburg
Der Verein wurde ebenfalls im Januar 2006 gegründet und nutzt den Tiefbunker Berlinertordamm für öffentliche Rundgänge. Auf Initiative des Vereins wurde zudem der Bunker des ehemaligen Reichsstatthalters Karl Kaufmann hinter dem Budge-Palais am Rothenbaum im Jahr 2010 unter Denkmalschutz gestellt und ebenfalls für Führungen genutzt. Neben den Bunkern sind auch andere unterirdische Bauwerke wie Tunnel und Kanäle im Fokus, die sonst der Öffentlichkeit entzogen sind.